# Alpaida cisneros
Alpaida cisneros este o specie de păianjeni din genul Alpaida, familia Araneidae, descrisă de Levi, 1988. Conform Catalogue of Life specia Alpaida cisneros nu are subspecii cunoscute.